# John Bosman
Johannes Jacobus "John" Bosman (født 1. februar 1965 i Bovenkerk, Holland) er en tidligere hollandsk fodboldspiller (angriber), og europamester med Hollands landshold fra EM i 1988.

## Karriere
Bosman spillede i løbet af sin 19 år lange karriere i hollandsk og belgisk fodbold. Længst tid tilbragte han hos Ajax Amsterdam i hjemlandet, samt den belgiske Bruxelles-storklub RSC Anderlecht. Han havde også ophold hos KV Mechelen, PSV Eindhoven, FC Twente og AZ.
Bosman vandt det hollandske mesterskab med både PSV og Ajax, og det belgiske mesterskab med både Mechelen og Anderlecht. Han var desuden med til at vinde Pokalvindernes Europa Cup i 1987 med Ajax, og UEFA Super Cuppen med Mechelen året efter.
Bosman spillede desuden 30 kampe og scorede 17 mål for det hollandske landshold, som han debuterede for 29. april 1986 i en venskabskamp mod Skotland. Han var en del af den hollandske trup, der vandt guld ved EM i 1988 i Vesttyskland. Her spillede to af hollændernes fem kampe, men sad dog på bænken i hele finalen mod Sovjetunionen. Seks år senere deltog han også ved VM i 1994 i USA, men kom dog ikke på banen i turneringen.